# MegaCity
MegaCity foi um jogo eletrônico de simulação de cidade em tempo real produzido pela Vostu, disponível como um aplicativo na rede social originalmente no Orkut e posteriormente no  Facebook. O jogo permite que membros das redes sociais possam administrar de uma cidade virtual, construindo edifícios e expandindo o território. O aplicativo teve cerca de 100 mil usuários ativos no Facebook.[carece de fontes?] Em junho de 2016 a empresa Vostu, encerrou o jogo.

## Jogabilidade
O jogo MegaCity permite ao jogador ser prefeito de uma cidade, onde o objetivo é aumentar a cidade, tornando-a uma metrópole. Para isso o jogador terá que plantar, pescar, construir projetos e cumprir metas para ganhar dinheiro para construir novos edifícios e expandir a cidade, experiência para poder desbloquear construções e sementes e suprimentos para abastecer os negócios.
Além do território terrestre, o jogador pode expandir sua cidade em direção à praia e ao mar ,com direito a uma ilha onde também pode fazer construções e projetos, além de outros territórios bloqueados conhecidos como "Serra Verde".
O jogador também pode visitar vizinhos, podendo trabalhar em seis estabelecimentos do vizinho a cada 24 horas. Esses trabalhos dão pontos de reputação, pontos de energia, experiência e moedas.

## Parcerias

### Adriana Lima
Em Maio de 2011, a modelo Adriana Lima gravou um comercial de TV ajudando a Vostu a divulgar seu mais novo game.

### Ivete Sangalo
Depois de pedidos dos usuários, em junho de 2011 a turnê da cantora "Madison" chegou ao jogo, na fase os jogadores teriam que construir um estádio para comportar o show da artista na cidade, trazendo ainda vários itens especiais, e por tempo limitado podendo fazer construções típicas da Bahia, missões especiais da Ivete, onde os jogadores ganhavam prêmios ao cumpri-las, um remix de um hit da cantora, a possibilidade de visitar a cidade da cantora no jogo além das melhorias que poderiam fazer no estádio.
Além disso também chegou no jogo um Trio Elétrico, aonde os jogadores tinham a chance de conhecer a cantora pessoalmente. Para isso, os jogadores tinham que ajuntar fãs e trocá-los por cupons para concorrer.
Além das novidades no jogo, a Ivete Sangalo também gravou um comercial para TV Aberta amostrando o jogo, substituindo Adriana Lima.

### Michel Teló
Em Abril de 2012, mais um artista chegou no MegaCity, que dessa vez foi o Michel Teló. Dentre as novidades no jogo relacionadas a ele, vieram construções especiais, metas do cantor, um remix exclusivo e uma Arena dedicado a ele.
Além disso os jogadores também tinham a chance de ganhar CDs e DVDs do Michel Teló. Para isso os jogadores tinham que cumprir todas as metas do Michel e depois responder a uma pergunta no item Balada do Michel.

## Fatos Marcantes

### Processo Judicial
Em Junho de 2011, a Zynga, empresa de jogos online, processou a Vostu por ter plagiado alguns jogos da empresa, alegando que foi copiada em ideias, conceitos, modelo de negócios, design e até em erros dos games. Com isso, a Zynga ganhou uma liminar que exigia que a Vostu retirasse do ar quatro dos seus jogos, e entre esses estava o MegaCity, que a Zynga alegava ser plágio do CityVille.
Dois meses depois a Vostu conseguiu derrubar essa liminar, alegando que o código-fonte dos jogos não foi analisado por especialistas em tecnologia, além de provar que a Zynga teria plagiado jogos de outras empresas.

### Camisetas
Em Novembro de 2011, a Vostu fechou uma parceria com a Camiseteria para o lançamento de camisetas inspiradas nos seus principais jogos, e entre esses jogos está o Megacity. Cada camiseta custa R$35,00 e ao fazer a compra de uma delas o jogador terá direito a um valor de créditos no jogo. Essas camisetas podem ser adquiridas através do site da empresa.